# Contea di Garrard
La contea di Garrard in inglese Garrard County è una contea dello Stato del Kentucky, negli Stati Uniti. La popolazione al censimento del 2000 era di 14 792 abitanti. Il capoluogo di contea è Lancaster